# Mesophellia castanea
Mesophellia castanea är en svampart som beskrevs av Lloyd 1917. Mesophellia castanea ingår i släktet Mesophellia och familjen Mesophelliaceae.   Inga underarter finns listade i Catalogue of Life.